# Unidad periférica de Ftiótide
Ftiótide (en griego antiguo Φθιώτις, Phthiōtis; en griego moderno Φθιώτιδα, Fthiótida) es una unidad periférica de Grecia. Su capital es Lamía, la única gran ciudad de la Ftiótide, que es un centro comercial y un nudo de comunicaciones. Es un región principalmente agrícola: se cultiva, sobre todo, algodón, arroz y cereales. Está atravesada por el río Esperqueo. Hasta el 1 de enero de 2011 fue una de las 51 prefecturas en que se dividía el país.

## Historia
Ftiótide era una región de Antigua Grecia, situada al sudeste de Tesalia, al fondo del golfo Lamiaco. Su capital era, según Homero, la ciudad de Ftía, de la cual no se ha encontrado ningún vestigio. 
El topónimo es en griego antiguo: Φθιῷτις, ή  y el gentilicio según una inscripción es Φθιώτης; la inscripción puntualiza que no es un gentilicio propiamente dicho pero sí un término usado para referirse a una unidad geográfica/administrativa de Tesalia.
Habitada por los mirmidones, fue el reino de Peleo, de su hijo Aquiles  y de su nieto Neoptólemo. Después perteneció a los aqueos.
Estrabón enumera los asentamientos que pertenecían a Ftiótide: los melieos, Tebas de Ftiótide, Equino, Nartacio, Eríneo, Coronea, Melitea, Táumacos, Proerna, Farsalo y Eretria. Fija sus límites con el norte con el territorio de los asclepíadas, al este con el país de Euripilo y el de Protesilao, y al sur con la región del monte Eta.
Ftiótide fue la más pequeña de las cuatro tetrarquías de Tesalia. Ocupaba el valle medio y bajo del río Enipeo.

## Prefectura
La Ftiótide era una prefectura de Grecia, abolida a partir del 1 de enero de 2011 a raíz de la entrada en vigor de la reforma administrativa del Plan Calícrates.
La reforma administrativa ha modificado la estructura de los municipios que se presenta en la siguiente tabla:
| Municipio nuevo          | Municipio antiguo         | Sede          |
| ------------------------ | ------------------------- | ------------- |
| Amfikleia-Elateia        | Amfikleia                 | Kato Titorea  |
| Amfikleia-Elateia        | Elateia                   | Kato Titorea  |
| Amfikleia-Elateia        | Titorea                   | Kato Titorea  |
| Domokos                  | Domokos                   | Domokos       |
| Domokos                  | Thessaliotida             | Domokos       |
| Domokos                  | Xyniada                   | Domokos       |
| Lamía                    | Lamia                     | Lamia         |
| Lamía                    | Gorgopotamos              | Lamia         |
| Lamía                    | Leianokladi               | Lamia         |
| Lamía                    | Pavliani                  | Lamia         |
| Lamía                    | Ypati                     | Lamia         |
| Lokroi                   | Atalanti                  | Atalanti      |
| Lokroi                   | Dafnousia                 | Atalanti      |
| Lokroi                   | Malesina                  | Atalanti      |
| Lokroi                   | Opountia                  | Atalanti      |
| Makrakomi                | Makrakomi                 | Spercheiada   |
| Makrakomi                | Agios Georgios Tymfristou | Spercheiada   |
| Makrakomi                | Spercheiada               | Spercheiada   |
| Makrakomi                | Tymfristos                | Spercheiada   |
| Molos-Agios Konstantinos | Agios Konstantinos        | Kamena Vourla |
| Molos-Agios Konstantinos | Kamena Vourla             | Kamena Vourla |
| Molos-Agios Konstantinos | Molos                     | Kamena Vourla |
| Stylida                  | Stylida                   | Stylida       |
| Stylida                  | Echinaio                  | Stylida       |
| Stylida                  | Pelasgia                  | Stylida       |

## Precedente subdivisión administrativa
Desde 1997, con la actuación de la reforma Kapodistrias, la prefectura de Ftiótide estaba subdividida en 23 municipios y 2 comunidades.
| municipio                 | código YPES | principal ciudad (si es diferente) | código postal |
| ------------------------- | ----------- | ---------------------------------- | ------------- |
| Agios Georgios Tymfristou | 4901        |                                    | 350 17        |
| Agios Konstantinos        | 4902        |                                    | 350 06        |
| Amfikleia                 | 4903        |                                    | 350 02        |
| Atalanti                  | 4904        |                                    | 352 00        |
| Dafnousia                 | 4906        | Livanates                          | 350 07        |
| Domokos                   | 4907        |                                    | 350 10        |
| Echinaio                  | 4909        | Raches                             | 353 00        |
| Elateia                   | 4908        |                                    | 350 04        |
| Gorgopotamos              | 4905        | Moschochori                        | 351 00        |
| Kamena Vourla             | 4911        |                                    | 350 08        |
| Lamía                     | 4912        |                                    | 351 00        |
| Leianokladi               | 4913        |                                    | 351 00        |
| Makrakomi                 | 4914        |                                    | 350 11        |
| Malesina                  | 4915        |                                    | 350 01        |
| Molos                     | 4916        |                                    | 350 09        |
| Opountia                  | 4918        | Martino                            | 350 05        |
| Pelasgia                  | 4920        |                                    | 350 13        |
| Spercheiada               | 4921        |                                    | 350 03        |
| Stylida                   | 4922        |                                    | 353 00        |
| Thesaliótida              | 4910        | Nea Monastirio                     | 351 00        |
| Tithorea                  | 4923        | Kato Tithorea                      | 350 15        |
| Xyniada                   | 4917        | Omvriaki                           | 350 10        |
| Ypati                     | 4925        |                                    | 350 16        |
| comunidad                 | código YPES | principal ciudad (si es diferente) | código postal |
| Pavliani                  | 4919        |                                    | 351 00        |
| Tymfristos                | 4924        |                                    | 350 17        |